# Convallatoxine
La convallatoxine est un glycoside cardiotonique résultant de l'acétalisation entre un sucre (α-L-rhamnopyranose) et un stéroïde (le cardénolide, qui possède le squelette du cholestérol).
La convallatoxine est une des trois toxines du muguet (avec la convallarine et la convallamarine).
La convallatoxine, a une activité située entre la digitaline (extrait de la digitale) et l'ouabaïne (extrait du Strophanthus - n'est pas absorbé par voie digestive).
À faible dose, la convallatoxine est tonicardiaque et elle augmente la pression artérielle.
En cas d'intoxication, on constate d'abord des troubles digestifs (irritation de la bouche, douleurs abdominales, nausées, vomissements, diarrhées). Ensuite, surviennent les troubles cardiaques avec ralentissement du cœur et troubles du rythme. La respiration s'accélère. La mort est provoquée par arrêt cardiaque. Parfois sont observés somnolence, vertiges, convulsions, tremblements et augmentation de la diurèse (augmentation du volume des urines).
L'intoxication par le muguet peut en effet être grave et nécessite donc souvent une évacuation digestive (vomissements provoqués - lavage gastrique - charbon activé) associée à une surveillance cardiaque.